# Єрьоміна Ніна Олексіївна
Ніна Олексіївна Єроміна (2 листопада 1933, Москва — 24 серпня 2016, Петрово, Можайский район, Московська область) — радянська баскетболістка і спортивний коментатор. Чемпіонка світу і Європи. Заслужений майстер спорту.

## Біографічні відомості
Народилася в родині лікаря-хірурга. Батьки виховували трьох доньок: старшу Надію і близнючок Людмилу і Ніну. Сестер запрошував тренер з веслування, але це їм не сподобалось. У 14 років подруга старшої сестри запропонувала відвідати баскетбольну секцію. Через два роки Люда і Ніна стали гравцями основного складу команди «Динамо» (Москва), старшим тренером якої був заслужений майстер спорту Степан Спандарян. Згодом сестра Людмила зробила вибір на користь медицини, стала лікарем-онкологом, професором. 1950 року їх команда повернула собі звання найсильнішої в країні, а в наступне десятиріччя Ніна Єрьоміна ще тричі здобували «золото» чемпіонату СРСР. У 1956 і 1959 роках замість клубної першості проводилися Спартакіади народів СРСР, де збірна Москви була найсильнішою (до її складу входили гравчині «Динамо», «Будівельника» і Московського авіаційного інституту).
У другій половині 50-х років захищала кольори збірної СРСР. На першому великому турнірі стала чемпіонкою Європи (1956). У наступні роки здобувала «золото» і «срібло» першостей світу і Європи. За перемогу на чемпіонаті світу Ніна Єрьоміна, як і вся команда, отримала почесне звання «Заслужений майстер спорту» (1959). Завдяки її влучному кидку за три секунди до закінчення матчу, радянська команда здобула перемогу над збірною Болгарії у фіналі чемпіонату Європи 1960 року. Більшість часу у збірній і «Динамо» її партнерами були Ніна Максимова і Ніна Максимельянова.
У 26 років одружилася з Андрієм Новиком, який тривалий час працював спортивним редактором ТАРС і був майстром спорту з баскетболу. Закінчила Московський технологічний інститут текстильної і легкої промисловості.
З 1961 року почала працювати коментатором. Перший ефір відбувся 10 червня, разом з Борисом Валовим вела радіорепортаж про матч «Динамо» (Москва) — ТТТ (Рига). Спеціалізувалася на змаганнях з гандболу, волейболу і баскетболу. Висвітлювала перебіг подій на чотирьох Олімпіадах (1972, 1976, 1980, 1988), у тому числі суперечливий фінал баскетбольного турніру 1972 року між збірними СРСР і США, де переможцями спочатку визнали американців, а потім — радянських спортсменів. Працювала в Державному радіо, а з 1974 року — в Держтелерадіо. Висвітлювала спортивні новини у телепрограмі «Время», де в той час працювало п'ять заслужених майстрів спорту: Ганна Дмитрієва (теніс), Микола Озеров (теніс), Володимир Маслаченко (футбол), Євген Майоров (хокей з шайбою) і Ніна Єрьоміна. У цьому проекті працювала до березня 1992 року. З 1997 по 2000 рік вела спортивну програму «Спорт-кур'єр» на телеканалі REN-TV.
2000 року зіграла камео у фільмі Володимира Меньшова «Заздрість богів».
Померла 24 серпня 2016 року. Похована на Пятницькому цвинтарі, поруч з рідними.
2017 року в прокат вийшов фільм «Рух вгору», що розповідав про фінал баскетбольного турніру Олімпіади-1972. Ніну Єрьоміну зіграла актриса Наталя Курдюбова.

## Досягнення
- Чемпіонка світу (1): 1959
- Віце-чемпіонка світу (1): 1957
- Чемпіонка Європи (2): 1956, 1960
- Віце-чемпіонка Європи (1): 1958
- Чемпіонка СРСР (4): 1950, 1953, 1957, 1958
- Переможниця Спартакіади народів СРСР (2): 1956, 1959

## Нагороди
- Орден «Знак Пошани»
- Медаль «За трудову доблесть»
- Медаль «За доблесну працю»